# Технічний об'єкт
Техні́чний об'є́кт — будь-який виріб (деталь, вузол, підсистема, функціональна одиниця або система), який можна розглядати відокремлено.
Технічний об'єкт може складатися з технічних засобів, програмних засобів або їх поєднання і може в окремих випадках включати людей, що його експлуатують, обслуговують та/або ремонтують. Кожний технічний об'єкт має певну функцію, що забезпечує реалізацію відповідний споживчої потреби.
До технічних об'єктів відносяться окремі машини, апарати, прилади, споруди та інші пристрої, що виконують певні функції з перетворення, зберігання або транспортування речовини, енергії чи інформації. До технічних об'єктів також відноситься будь-який елемент (агрегат, блок, вузол, складальна одиниця, деталь тощо), що входить в машину, апарат, прилад, механізм тощо, а також, будь-який з комплексів функціонально взаємопов'язаних машин, апаратів, приладів тощо у вигляді системи машин, технологічної лінії, дільниці і т.ін.